# Heteronema acutissimum
Heteronema acutissimum is een soort in de taxonomische indeling van de Euglenozoa. Deze micro-organismen zijn eencellig en meestal rond de 15-40 mm groot. Het organisme komt uit het geslacht Heteronema en behoort tot de familie Peranemaceae. Heteronema acutissimum werd in 1910 ontdekt door Lemmermann.